# Carl Mörner (1883–1977)
Carl Oskar Robert Mörner af Morlanda, född 18 augusti 1883 i Sankt Anna församling, Östergötlands län, död 17 januari 1977 i Oscars församling, Stockholm, var en svensk greve och ämbetsman.

## Biografi
Carl Mörner af Morlanda föddes 1883 på Herrborum i Sankt Anna socken. Han var son till godsägaren Nils Mörner af Morlanda och Margareta Montgomery. Mörner avlade 14 juni 1901 mogenhetsexamen, 30 mars 1902 juridisk filosofisk kandidatexamen, och i september 1907 juris utriusque kandidatexamen. Han blev i oktober 1907 extra ordinarie notarie i hovrätten över Skåne och Blekinge. Mörner var från 1910 till 1917 amanuens i jordbruksdepartementet, domänstyrelsen och riddarhuset och blev i december 1912 amanuens i lantbruksakademien. Han var 31 december 1912 tjänstgjörande kammarjunkare. Mörner utnämndes 7 juli 1913 till OffItKrO. Han bildades 1919 svenska egendomsmäklarföreningen och var ordförande i föreningen 1919–1922, samt vice ordförande från 1922. Mörner var från 1921 till 1923 extra protokollssekreterare i riksmarskalksämbetet och  från 1921 till 1924 sekreterare hos ståthållarämbetena i Stockholm. Han var från 31 december 1921 till 1926 kammarherre. Mörner utnämndes 1922 till OffNedONO, 1922 till RFrHL, 1923 till RJohO 1923 till RNS:tOO, ÖRKOffHT med krigsdekal och i maj 1924 till SMsjv. Mörner avled 1977 i Oscars församling, Stockholm.

### Egendom
Mörner ägde 1919–1927 Kåreholm i Rönö socken och 1927–1928 Ekenön i Skällviks socken.

### Familj
Mörner gifte sig 7 september 1910 i Vor Frue Kirke i Köpenhamn med Ionna Henriette Sigismunde Scheller (1883–1912), dotter till konteramiralen Christian Fredrik Scheller och Inca Frederikke Christiane Sigismunde Mylius. De fick tillsammans dottern Marie-Louise Mörner (född 1912).